# Georg Genschow
Georg Genschow (* 4. Oktober 1828 in Rostock; † 15. Juli 1902 in Düsseldorf) war ein Landschaftsmaler der Düsseldorfer Schule.

## Leben
Georg Genschow studierte zunächst an der Kunstakademie Berlin und dann an der Kunstakademie Düsseldorf, dort als Schüler von Andreas Achenbach. Nach der Ausbildung blieb er mit eigenem Atelier in Düsseldorf ansässig. In der Folge unternahm er einige Studienreisen in die Bayerischen und Schweizer Alpen, wie auch in die Karpaten. Zahlreiche Landschaftsbilder, insbesondere Gebirgslandschaften, künden davon. Diese Gemälde sind „von feiner Stimmung und großer poetischer Wirkung“. Ab 1857 war er Mitglied im Düsseldorfer Künstlerverein Malkasten.
Einige seiner Werke sind heute in der Kunsthalle zu Kiel, im Staatlichen Museum Schwerin und im Museum Lüttich zu finden.
Der ältere Bruder, Christian Genschow, war Bildhauer in Berlin.

## Werke
- Der junge Gärtner
- Der Hohe Göll am Hintersee, 1857[3]
- Waldlandschaft mit weidendem Vieh, (vor) 1857
- Strand bei Sassnitz auf Rügen, (vor) 1857
- Hochgehendes Meer, (vor) 1857
- Meeresstrand bei Sonnenuntergang, 1861 (Strand bei Sassnitz?), Staatl. Museum Schwerin[4]
- Ostseestrand und Fischer beim Anlanden ihres Bootes, 1865
- Kohlbachfall im Tatragebirge, Abendlandschaft und Waldlandschaft (vor) 1867[5]
- Engstlensee in der Schweiz an einem Sommerabend, 1871
- Abendstimmung an der Kate, 1872
- Am Bodensee, 1881, Ausstellung der Berliner Akademie (Abb. im Katalog).[6]